# 訃報 1999年5月
訃報 1999年5月（ふほう 1999ねん5がつ）では、1999年（平成11年）5月中に物故した、又は物故が報じられた人物についてまとめる。

## （1日 - 15日）

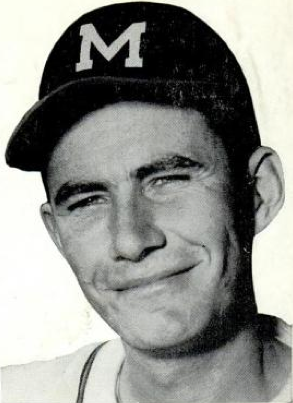
ジョー・アドコック／5月3日没

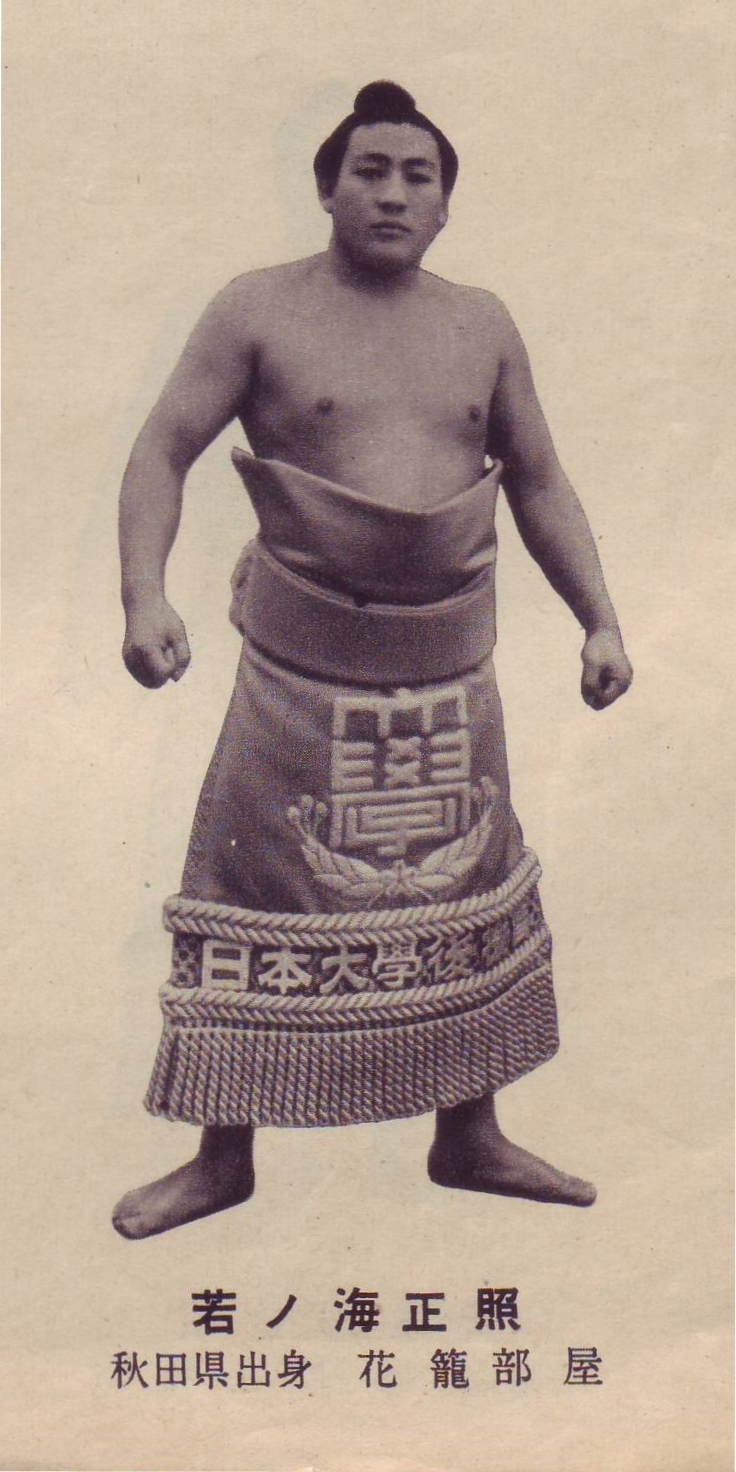
若ノ海周治／5月3日没

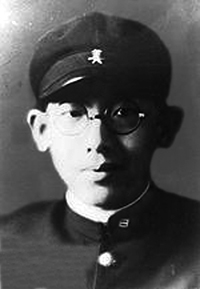
東山魁夷／5月6日没

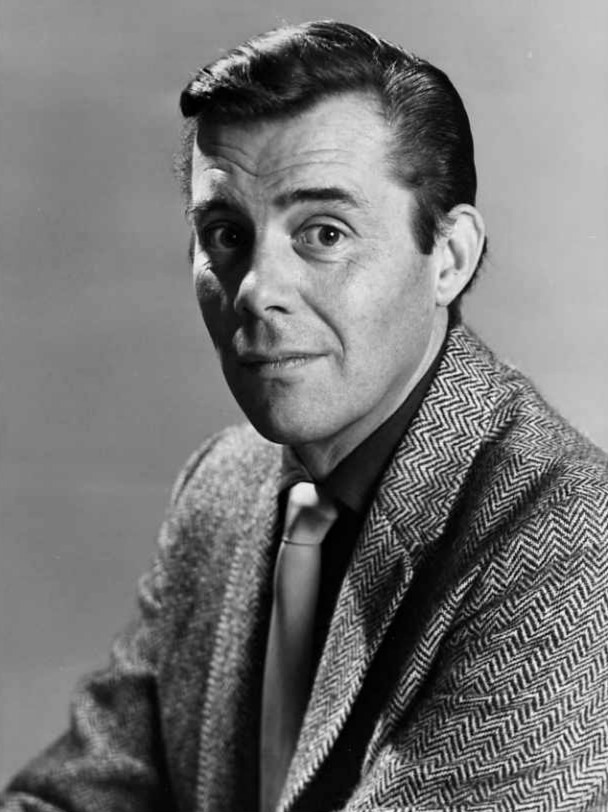
ダーク・ボガード／5月8日没

- 5月2日 - アーネスト・グロス[1]、外交官・弁護士（* 1906年）
- 5月2日 - 青木達之、ミュージシャン・ドラマー（東京スカパラダイスオーケストラ）（* 1966年）
- 5月3日 - ジョー・アドコック、メジャーリーガー（* 1927年）
- 5月3日 - 若ノ海周治、大相撲力士・元小結（* 1931年）
- 5月4日 - 村上実、プロ野球監督（* 1906年）
- 5月4日 - 長洲一二、元神奈川県知事、経済学者（* 1919年）
- 5月5日 - 上野俊樹、経済学者（* 1942年）
- 5月6日 - 東山魁夷、日本画家（* 1908年）
- 5月8日 - ダーク・ボガード、俳優（* 1921年）
- 5月13日 - 日野元彦、ジャズドラマー（* 1946年）

## （16日 - 31日）

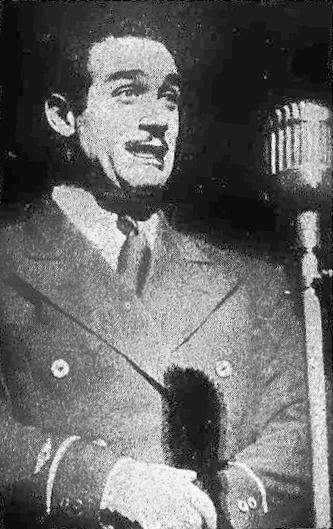
キャンディ・キャンディード／5月19日没

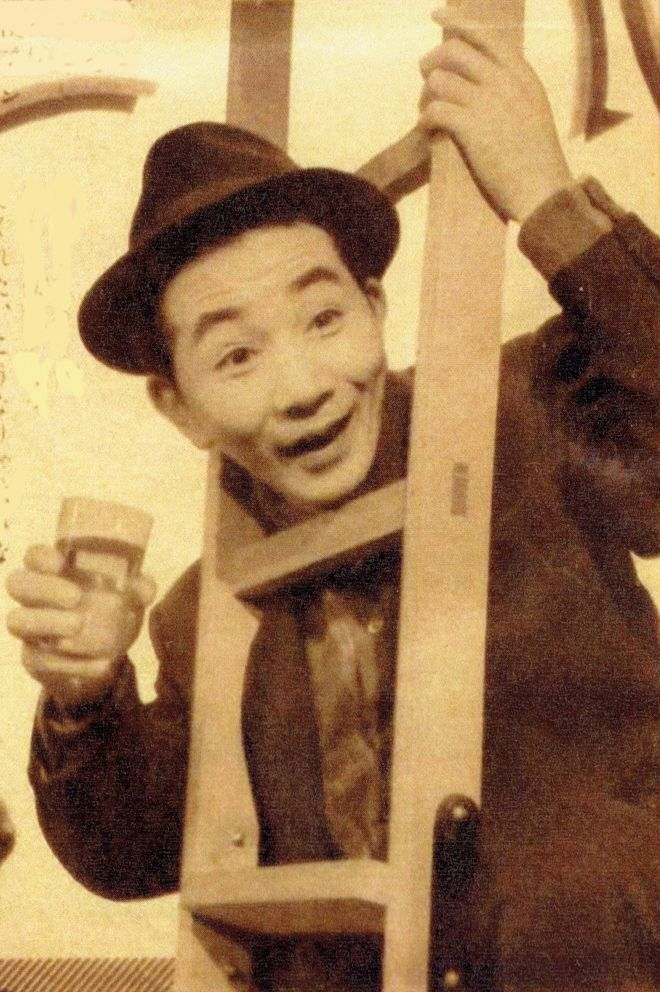
由利徹／5月20日没

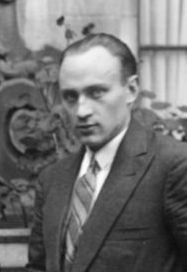
パウル・ザッハー／5月26日没

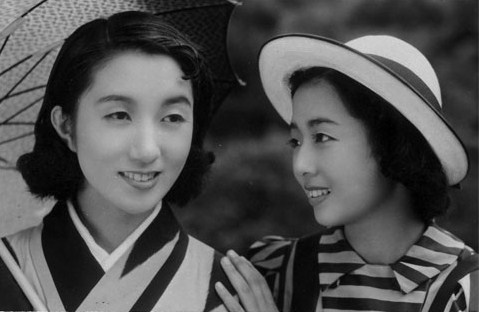
朝霧鏡子（右）／5月28日没

- 5月19日 - キャンディ・キャンディード、声優（* 1913年）
- 5月19日 - 森安なおや、漫画家（* 1934年）
- 5月20日 - 由利徹、喜劇俳優（* 1921年）
- 5月21日 - SACHIKO、歌手、姉妹デュオ時代のDOUBLEのメンバー（* 1973年）
- 5月24日 - 斎藤寿夫、元静岡県知事・衆議院議員・参議院議員（* 1908年）
- 5月25日 - 篠倉伸子、女優（* 1962年）
- 5月26日 - パウル・ザッハー、指揮者（* 1906年）
- 5月28日 - 朝霧鏡子、女優（* 1921年）
- 5月28日 - 斎藤茂男、ジャーナリスト（* 1928年）
- 5月31日 - 山田忠男、プロ野球選手（* 1942年）